# He Guoguang
He Guoguang (chinois simplifié : 贺国光 ; chinois traditionnel : 賀國光 ; pinyin : hè guóguāng), nom de lettre, Yuan Jing (元靖, yuán jìng), né le 30 novembre 1885 dans le Xian de Puqi (zh) préfecture de Wuchang (zh), Hubei et mort le 21 avril 1969, est une personnalité politique de la République de Chine. Il fut gouverneur de la province du Xikang, du 25 décembre 1949 à mars 1950.